# گینگسهایم
گینگسهایم (به فرانسوی: Gingsheim) یک کمون در فرانسه با جمعیت ۳۲۵ نفر است که در Canton of Hochfelden واقع شده‌است.